# Northrop T-38 Talon
Northrop T-38 Talon – amerykański ponaddźwiękowy samolot szkolno-treningowy opracowany przez przedsiębiorstwo Northrop, pierwsza tego typu maszyna na świecie zbudowana dla celów szkolenia pilotów do lotów z prędkościami ponaddźwiękowymi.

## Historia
T-38 został zaprojektowany przez firmę Northrop w połowie lat 50. XX wieku jako odmiana szkolno-treningowa lekkiego myśliwca N-156. Chociaż Siły Powietrzne Stanów Zjednoczonych nie były zainteresowane lekkim myśliwcem, to jego dwumiejscowa wersja szkolno-treningowa doskonale nadawała się do zastąpienia wysłużonych samolotów T-33 Shooting Star. Pierwszy z trzech zamówionych prototypów oznaczonych jako YT-38 wzbił się w powietrze 10 kwietnia 1959 roku, a po dość krótkich zakończonych sukcesem testach, zamówiono pierwszą partię samolotów, których dostawy rozpoczęły się w 1961 roku. Oficjalnie samolot został przyjęty do uzbrojenia pod oznaczeniem T-38 Talon 17 marca tego samego roku. Do zaprzestania produkcji w roku 1972 wyprodukowano 1187 egzemplarzy T-38 na których do roku 2005, w którym wstępnie planowano wycofanie go ze służby, wyszkolono ponad 50 tysięcy pilotów.
T-38 posiada dwie otwierane oddzielnie kabiny pilotów w układzie tandem, z miejscem instruktora w tylnej i ucznia w przedniej. Większość maszyn wyprodukowano w wersji T-38A, a tylko nieznaczną liczbę egzemplarzy w wersji T-38B przystosowanej do ćwiczeń z uzbrojeniem. W tym celu zamontowano celownik i dodano możliwość przenoszenia zasobnika z uzbrojeniem strzeleckim, niekierowanymi pociskami rakietowymi lub bomby na jednym węźle podkadłubowym.
W 2003 roku 562 wciąż pozostające w użyciu egzemplarze poddano modernizacji struktury płatowca i awioniki w celu wydłużenia okresu ich używania do roku 2020. W ramach modernizacji systemów elektronicznych dodano wyświetlacz HUD, systemy nawigacyjne GPS i INS (inercjalny system nawigacyjny), oraz system ostrzegania o niebezpieczeństwie kolizji TCAS. Zmodernizowano również silniki. Zmodernizowana wersja nosi oznaczenie T-38C i do tego standardu zmodernizowano wszystkie samoloty wersji A i B.
Innymi użytkownikami T-38 poza Siłami Powietrznymi USA są siły powietrzne Niemiec, Portugalii, Tajwanu i Turcji. Użytkownikiem T-38 jest również NASA szkoląca na nim astronautów, mała ich liczba znajduje się również w rękach prywatnych. Obecnie wykorzystywany także podczas szkolenia polskich pilotów F-16.
Wersja myśliwska samolotu zaprojektowanego jako N-156 została ostatecznie zaakceptowana na potrzeby programu pomocy militarnej dla krajów słabiej rozwiniętych i wdrożona do produkcji pod nazwą F-5 Freedom Fighter. Wiele z użytkowanych w różnych krajach samolotów F-5 przystosowano do celów szkolno-treningowych po wprowadzeniu na uzbrojenie tych krajów nowszych samolotów myśliwskich.
Ze względu na niskie koszty utrzymania T-38 i niskie zużycie paliwa, samoloty te były używane przez zespół akrobacyjny Sił Powietrznych Stanów Zjednoczonych Thunderbirds, od roku 1974 do 1982, kiedy zostały zastąpione myśliwcami F-16 Fighting Falcon.
Od 2003 r. prowadzono program T-X, mający wyznaczyć następcę Talonów w inwentarzu USAF-u. Wybór nowego samolotu nastąpił w 2018 roku, a zwycięzcą konkursu została maszyna Boeing T-X opracowana przez Boeing Defense, Space & Security będące częścią Boeinga i szwedzkiego Saab Group. Osiągnięcie wstępnej gotowości operacyjnej tych samolotów planowane jest w roku 2024.